# Wolfgang Hoffmann-Harnisch

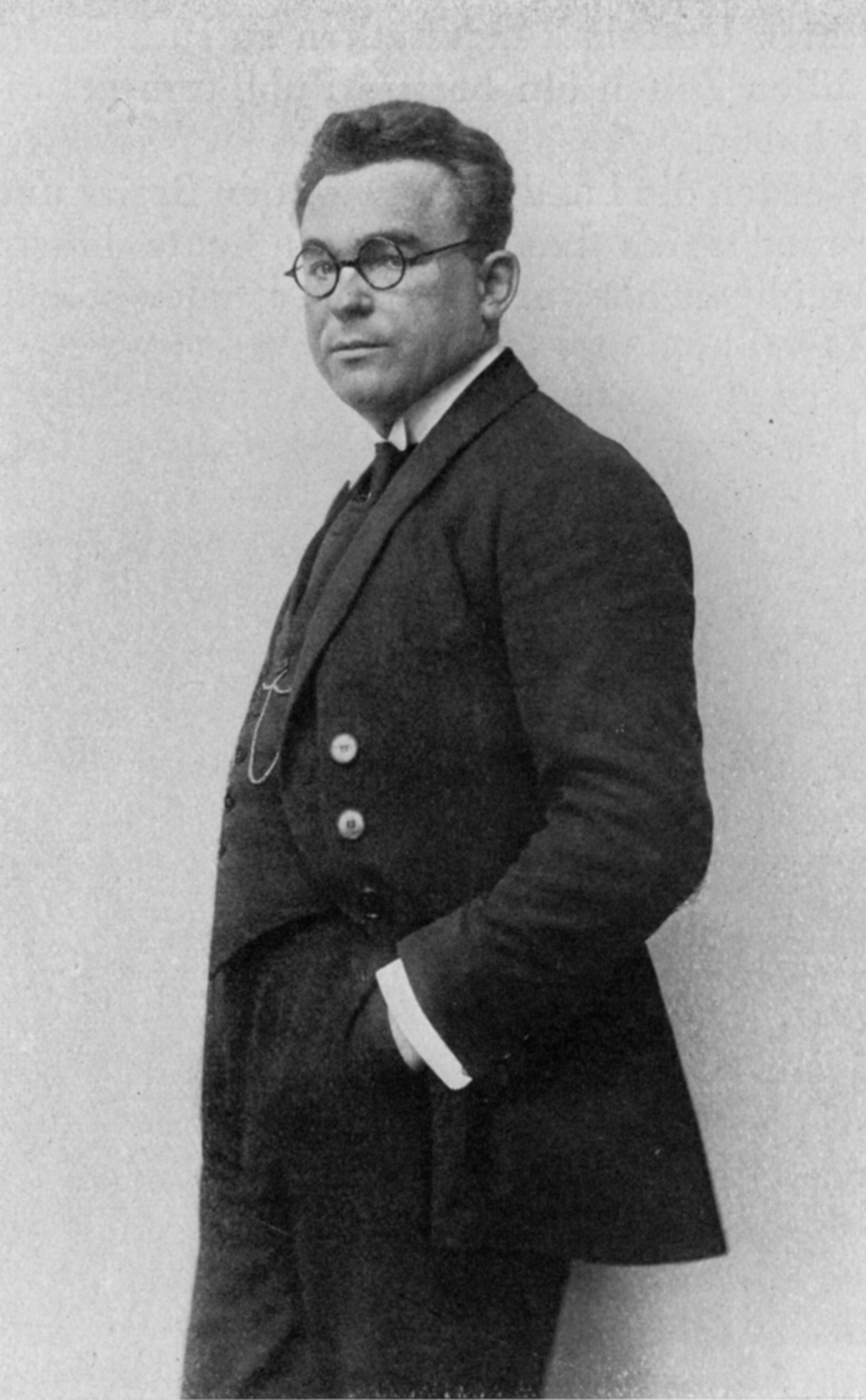
Wolfgang Hoffmann-Harnisch, um 1925

Wolfgang Hoffmann-Harnisch (* 13. Mai 1893 in Frankfurt (Oder); † 7. Januar 1965 in Bonn) war ein deutscher Schriftsteller, Übersetzer, Dramaturg, Theaterregisseur, Filmregisseur, Filmproduzent, Hörspielregisseur und Drehbuchautor. Geboren als Friedrich Wolfgang Hoffmann; er benutzte auch das Pseudonym Wolfgang Lindroder. 

## Leben
Hoffmann-Harnisch studierte Wirtschafts- und Sozialwissenschaft in Berlin und Frankfurt und promovierte 1915 zum Dr. rer. pol.
Nach Engagements am Stadttheater Lübeck (Spielzeit 1911/12) und Zürich (Erster jugendlicher Held, 1913/14) diente er 1914 bis 1918 als Kriegsfreiwilliger in Frankreich und Russland. 1918 Charakterspieler am Stadttheater Brünn und Spielleiter am Stadttheater Riga. Danach Oberspielleiter an Theatern in Bielefeld (1919/20), Darmstadt (1921/22), Mainz (1922/23) und Stuttgart (1923 bis 1926). Allein in Bielefeld war er, wie aus einem Zeitungsartikel anlässlich eines Theaterjubiläums hervorgeht, an rund 50 Premieren beteiligt und gab eine Theaterzeitschrift heraus.
1926 bis 1933 war er Lehrer an der Staatlichen Schauspielschule in Berlin, arbeitete für die Funk-Stunde Berlin  als Verfasser und Regisseur von Hörspielen und war zugleich als Regisseur und Produktionsleiter bei Filmgesellschaften tätig: 1926 bis 1928 bei der UFA und 1928 bis 1931 bei der Terra Film.
Anschluss an den Film fand Hoffmann-Harnisch vermutlich aufgrund seiner in Stuttgart begründeten Bekanntschaft mit Ufa-Generalsekretär Ferdinand Bausback. 
Sein Regiedebüt Die Frauengasse von Algier (1926/27), bei dem er sein Limit um das Doppelte überzog, wurde ein Misserfolg. Im September 1927 gründete er mit dem Kaufmann Victor Boitin die Horwa-Film GmbH (1927–1930). 
Zwischen 1927 und 1936 führte er Regie am Deutschen Theater Berlin und am Staatstheater Berlin. Aus den Dokumenten der Reichsfilm- und Reichsschrifttumskammer geht hervor, dass er weiterhin bei verschiedenen Filmfirmen als Autor und Regisseur unter Vertrag stand.
1932 veröffentlichte er in einer Zeitung der SPD einen Fortsetzungsroman mit dem Titel Spitzel und Spione. Aufzeichnungen über die Vorgeschichte der russischen Revolution. Die turbulente Geschichte hat den Bombenterror der russischen Anarchisten und den Gegenterror der Ochrana zum Thema. Weitere Romane waren Manitus Welt versinkt (1935), Lord Clive. Abenteuer eines Lebens (1936, wegen angeblich proenglischer Tendenzen verboten) und der Reisebericht Brasilien. Bildnis eines tropischen Großreichs (1938).
Die Reichsschrifttumskammer verweigerte ihm die Aufnahme, wobei als Begründung sein „lockerer Lebenswandel“ und „reger jüdischer Verkehr“ angeführt wurden. 1938 emigrierte Hoffmann-Harnisch mit Hilfe seines Sohnes nach Brasilien. Hier gab er Gastspiele, führte an verschiedenen Theatern Regie (so 1942 bis 1948 in Rio de Janeiro an einem Studententheater), leitete das Deutsche Theater Brasilien und lehrte am Seminário de Arte Dramática. 
1951 kehrte er nach Deutschland zurück und arbeitete 1952 bis 1958 als Chefdramaturg und Leiter der Abteilung Hörspiel beim Sender Freies Berlin sowie als Leiter der Verbindungsstelle für kulturelle Betreuung der Flüchtlinge aus der Sowjetzone / Verbindungsstelle für kulturelle Betreuung beim Senator für Sozialwesen.
Sein Sohn ist der Schauspieler, Regisseur und Film- und Fernsehproduzent Wolf Harnisch (eigentlich Wolfgang Friedemann Franz Hoffmann-Harnisch, * 1918 † 1992).

## Produktionen

### Film
- 1926/1927: Die Frauengasse von Algier (Regie)
- 1929: Autobus Nr. 2 (Produktionsleiter und Darsteller)
- 1930: Fundvogel (Regie)
- 1932: Die eiserne Jungfrau (Kurzfilm) (Drehbuch und Regie)
- 1932: Wer gibt, der hat (Kurzfilm) (Drehbuch und Regie)
- 1934: Frühlingsmärchen (Drehbuch)
- 1935: Liselotte von der Pfalz (Mitarbeit Drehbuch)
- 1935: Vergiss mein nicht (Dialogregie)
- 1938: Die Spieler
- 1951: Die Göttin vom Rio Beni (Mundo extranho) (Mitarbeit Drehbuch)
- 1955: Admiral Bobby (Fernsehfilm, Bayerischer Rundfunk) (Drehbuch)

### Tondokumente
1927 und 1928 nahm Hoffmann-Harnisch in Berlin für die neu gegründete Electrola-Schallplattengesellschaft verschiedene Texte und Theater-Szenen auf. In den Schauspielszenen wird als Besetzung „Dr. Wolfgang Hoffmann-Harnisch mit Ensemble“ angegeben, die einzelnen Schauspieler bleiben ungenannt, sind aber höchstwahrscheinlich Mitglieder der Berliner Bühnen. Hoffmann-Harnisch wirkt hier nicht immer als Sprecher mit, ist aber vermutlich jeweils für Bearbeitung, Besetzung und Regie zuständig.
20. September 1927 Wolfgang Hoffmann-Harnisch und Ensemble (Sprecher mit Gesang, Chor und Orchester)
- Geburtstagsfeier (Teil 1 und 2)
 EG 721 = 8-49266/67 (Matrizennummer BW 1159-2/60-1)

22. September 1927 Wolfgang Hoffmann-Harnisch, Rezitation
- Der Türmer (Johann Wolfgang von Goethe) (mit Orchester unter Hans Schlesinger)
 EH 87 = 4-041000 (Matrizennummer CWR 1168-1)
- Kaiser Friedrichs letzte Fahrt (Theodor Fontane) (mit Orgel [der Sing-Akademie zu Berlin?])
 EH 87 = 4-041001 (Matrizennummer CWR 1169-3)

2. bis 6. Juli 1928 Dr. Wolfgang Hoffmann-Harnisch, Rezitation
- Wilhelm Tell (Friedrich Schiller): Durch diese hohle Gasse muss er kommen (Teil 1 und 2)
 EG 1031 = 8-41021/22 (Matrizennummer BL 4366-2/67-2)
- Wallenstein Lager (Friedrich Schiller): Die Kapuzinerpredigt (Teil 1 und 2)
 EG 1032 = 8-41023/24 (Matrizennummer BL 4330-2/31-2)
- Alte Landsknechte (Börries Freiherr von Münchhausen) / Die zwei Grenadiere (Heinrich Heine)
EG 1034 = 8-41027/28 (Matrizennummer BL 4327-2/50-2)
- Das Ahnenbild (Friedrich Hölderlin) / Das letzte Lied (Heinrich von Kleist)
 EG 1035 = 8-41029/30 (Matrizennummer BL 4329-1/68-2)
- Der Hungerkürassier (Gottfried Keller) / Die Brück' am Tay (Theodor Fontane)
 EG 1036 = 8-41031/32 (Matrizennummer BL 4328-2/41-2)
- Abendlied (Mathias Claudius) / Der Postillon (Nikolaus Lenau)
 EG 1040 = 8-41039/40 (Matrizennummer BL 4342-2/49-2)
- Ir sult sprechen willekommen / Ich saz auf einem steine (Walther von der Vogelweide) / Dû bist mîn (unbekannter Dichter) (in Mittelhochdeutsch)
 EG 1045 = 8-41049/50 (Matrizennummer BL 4326-1/39-1)
- Nibelungenlied: Siegfrieds Tod (in Mittelhochdeutsch) (Teil 1 und 2)
EG 1046 = 8-41051/52 (Matrizennummer BL 4379-1/97-2)
- Nibelungenlied: Siegfrieds Tod (in Neuhochdeutsch von Karl Simrock) (Teil 1 und 2)
 EG 1047 = 8-41053/54 (Matrizennummer BL 4391-1/92-2)
- Odyssee (Homer): Nausikaa VI., 110 - 250 (Teil 1 bis 4)
 EG 1048/49 = 8-41055/58 (Matrizennummer BL 4387-2/4388-1/4389-1/4390-1)
- Nathan der Weise (Gotthold Ephraim Lessing): Ringerzählung (Teil 1 und 2)
EH 213 = 4-041010/11 (Matrizennummer CL 43758-2/59-1)

3. Juli 1928 Wolfgang Hoffmann-Harnisch und Bruno Schönfeld
- Gyges und sein Ring (Friedrich Hebbel): Nun rühre nimmer an den Schlaf der Welt
 EG 215 = 4-041014 (Matrizennummer CL 4360-1)

4. und 5. Juli 1928 Wolfgang Hoffmann-Harnisch mit Ensemble
- Die Nibelungen (Agnes Miegel)
 EG 1050 = 8-41059 (Matrizennummer BL 4384-2)
- Die Jungfrau von Orleans (Friedrich Schiller): Abschied der Johanna – Lebt wohl ihr Berge, ihr geliebten Triften
 EG 1050 = 8-41060 (Matrizennummer BL 4393-2)
- Faust (Johann Wolfgang von Goethe): Osterspaziergang / Religionsgespräch
 EG 1054 = 8-41067/68 (Matrizennummer BL 4377-2/83-1)
- Faust (Johann Wolfgang von Goethe): Wie alles sich zum Ganzen webt
 EH 210 = 4-041005 (Matrizennummer CL 4375-1)
- Faust (Johann Wolfgang von Goethe): Allein der Vortrag macht des Redners Glück / Ich grüsse dich, du einzige Phiole
 EH 211 = 4-041006/07 (Matrizennummer CL 4376-2/69-2)
- Hanneles Himmelfahrt (Gerhart Hauptmann): Hanneles Tod (Teil 1 und 2)
 EH 212 = 4-041008/09 (Matrizennummer CL 43785-2/70-2)

Die meisten Aufnahmen wurden auch in der Tschechoslowakei veröffentlicht (Bestellnummer HMV AM… = 25 cm bzw. AN… = 30 cm).

### Funk: Hörspiel
- Deutsche auf allen Meeren
- Deutsche Saat in fremder Erde
- Die Geschichte vom braven Kasperl und vom schönen Annerl
- Justus von Liebig
- Man nennt mich Zimmermann
- Oberst Redl. Autor: Wolfgang Hoffmann-Harnisch. Produktion SFB 1958. 70 Min. (Mono). Regisseur: Rolf von Goth.
- Der Walzerkrieg

und andere Hörspiele

### Schriften
- als Hrsg.: Baltische Blätter für Theater und Kunst. Berlin 1918.
- als Hrsg.: Bielefelder Blätter für Theater und Kunst. Bielefeld 1919–1921.
- Molière. Augsburg 1922. (Biografie)
- Terror und Ochrana. E. Prager-Verlag, Leipzig-Wien 1931. (=Das Gesicht der Zeit. Eine Bücherfolge für Alle 10)
- Admiral Bobby: ein abenteuerliches Stück für junge Leute. Berlin 1931 (Lustspiel)
- Der Walzerkönig. 1932 (Singspiel)
- Frischer Wind aus Kanada: heitere Begebenheiten in vier Tagen. Berlin 1934 (Mitverfasser des Schwanks von Hans Müller)
- Manitus Welt versinkt: Rothaut und Bleichgesicht, wie sie wirklich waren. Roman aus Amerikas Frühgeschichte. Berlin 1935 (Roman)
- Die Schulreiterin. 1935 (Novelle)
- Lord Clive: Abenteuer eines Lebens. 1936 (Roman, auch in englischer, portugiesischer und spanischer Übersetzung)
- Die Lebenden schweigen. 1936 (Kriminalroman)
- Die Brücke des Schicksals. 1936 (Roman)
- Die große Katharina: Geschichte einer Karriere. 1937 (Roman, auch in spanischer Übersetzung)
- Evangeline und die Rauh-Reiter: Roman von Liebes-, Kriegs- und anderen Abenteuern und doch ein Tatsachenbericht. Berlin 1937 (Roman)
- Brasilien: Bildnis eines tropischen Großreichs. Hamburg 1938 (Reisebericht)
- Wunderland Brasilien: eine Fahrt mit Auto, Bahn und Flugzeug. Hamburg 1938.
- Dollarmillionäre unter sich: historischer Tatsachenbericht. Stuttgart 1939.
- Sozialistische Briefe, Wochenschrift. Rio de Janeiro 1945 bis 1949 (als Herausgeber)
- Brasilien: ein tropisches Großreich. 1952.
- Über die Lage der Flüchtlinge, insbesondere der Kinder und Jugendlichen in den Lagern von Westberlin. Berlin 1953.
- Brasilien: ein tropisches Großreich. 1952.
- Flüchtlingsdank. 1955 (als Mitarbeiter)
- Binde deinen Karren an einen Stern: Lesebuch für Deutsche. Stuttgart 1958.
- Rufmord: ein Bubenstück in 11 Bildern. Emsdetten 1959.
- In dir selber suche den Sklaven. Bonn 1961.

und ungedruckte Bühnenstücke

## Abbildungen
- Theaterzettel für “Ende gut, alles gut” im Schiller-Theater [hsl. :] “Sonnabend den 4. Februar 1928”. In Szene gesetzt von Dr. Wolfgang Hoffmann-Harnisch.
- Autograph von Wolfgang Hoffmann-Harnisch “Für Arnold Kurbatow allerherzlichst” ‘59